# Човек и тајна
Човек и тајна је књига есеја проф. др Илије Кајтеза, београдског филозофа и социолога. Књигу је 2015. године објавила издавачка кућа „Добротољубље“ из Београда, а рецензенти су професори др Драго Ручнов и др Милорад Радусиновић.
Ручнов у рецензији каже:
Обележја стила професора Кајтеза су: рафинираност и смисао за лепоту и склад; економија геста и речи унутар дугих, до краја осмишљених опредељења; минуциозна психолошка разрада међуљудских односа; склоност ка метафизичком; и најзад контемплативност— Драго Ручнов